# سينثية

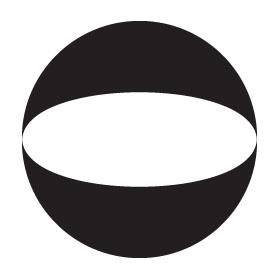

السينثية هي حركة دينية جديدة إلحادية ووحدوية تركز على كيفية تحقيق نفس مشاعر وطقوس المجتمعات ذوي الأديان التوحيدية التقليدية. الحركة السينثية تعتبر نفسها المدرك العملي لطموح فلسفي لدين جديد يعود تاريخه إلى وحدوية باروخ سبينوزا في القرن السابع عشر، وبشكل مباشر إلى أحد أعمال الفيلسوف البريطاني-الأمريكي ألفرد نورث وايتهيد الرائدة نحو اللاهوت العملي في كتابه (الدين في العمل) في عام 1926، وكتابه (نهج وواقع) في عام 1929.
ويمكن أيضاً النظر إلى السينثية كرد فعل لعدم وجود نظم عقائدية في الإلحاد والوحدوية في الثقافات الغربية، في حين تكون أكثر وفرة في الثقافات الشرقية، على سبيل المثال بوذية زن، وبوذية زودجن أو الكمال العظيم التبتية، وأدفياتا فيدانتا الهندوسية، والجاينية.

## أصل الكلمة
السينثية هي كلمة مشتقة من اللفظ اليوناني سينثيوس (سين- بمعنى الاتحاد مع أو الإنشاء مع، وثيوس بمعنى الإله). والمقصد من المصطلح هو أن النهج السليم لمفهوم الله هو أن البشر قد خلقوا أو خلقوا أو في نهاية المطاف سيخلقون الإله، خلافاً لرأي الأديان التوحيدية بأن الله هو من خلق العالم والبشر.
علاوة على نشاط الحركة السينثية، هناك مقاربة سينثية للفلسفة والدين من قبل الفيلسوف الأمريكي راي كورزويل في مفهومه (التفرد القادم). ويدعم السينثية أيضاً الفيلسوف الفرنسي كوينتين مييسو في فكرته عن (الله هو مفهوم أهم بكثير من أن يُترك للأديان والمتدينين) في كتابه بعد المحدودية. الطبيعانية الروحية أيضاً تعتبر النسخة الأمريكية للسينثية.

## الاعتقادات
السينثية هو الاعتقاد بأن التقسيم التقليدي بين الإيمان بإله والإلحاد في اللاهوت قد أصبح زائداً عن الحاجة ويجب التغلب عليه لتلبية الاحتياجات الروحية المعاصرة والمستقبلية. وهذا يتطلب الاعتراف بأن جميع المعتقدات الميتافيزيقية مركزة على إله أو نقطة محورية من صنع الإنسان. لذلك، جميع المعتقدات الدينية الحالية والمستقبلية يتم اختراعها من قبل البشر، وكذلك الأنظمة كالفردانية بمفهوم رينيه ديكارت وإيمانويل كانط.

## انتقادات
انتقد السينثية بعض المفكرين كالدكتور ستيفن أوليري معللاً بأن عدم وجود أب روحي أو قيادة مركزية للمعتقد سيؤدي إلى فشله واختفائه. كما تم انتقاد المعتقد كونه يفتقر للغموض.